# Parque estatal White River
El White River State Park abarca 250 acres (1 km²) en Indianápolis, Indiana, justo al oeste del centro de la ciudad en la calle de 801 W. Washington. Entre las atracciones localizadas dentro o cerca del parque se encuentran: El museo estatal de Indiana y el teatro TMAX, El zoológico de Indianápolis y los jardines del Río Blanco, el museo Eiteljorg del arte indígena americano y del Oeste, las jefaturas de la NCAA y el salón de los Campeones, el memorial de la Medalla de Honor, y el campo de Victoria de la liga menor de béisbol. Es el único parque estatal de carácter urbano y cultural en los EE. UU.